# Canthidium opacum
Canthidium opacum е вид бръмбар от семейство Листороги бръмбари (Scarabaeidae).

## Разпространение
Този вид е разпространен в Еквадор.